# نیار انرژی
نیار انرژی (مراتی: नयार ऍनर्जी؛ انگلیسی: Nayara Energy، آوایش انگلیسی: /ˈnæ.ˈjɑː.rə/، ) شرکت پالایش نفت هندی است، که در سال۲۰۱۵ توسط گروه اسار تأسیس شد.